# Cantone di Seclin-Nord
Il Cantone di Seclin-Nord era una divisione amministrativa dell'arrondissement di Lilla.
È stato soppresso a seguito della riforma complessiva dei cantoni del 2014, che è entrata in vigore con le elezioni dipartimentali del 2015.
Comprendeva parte della città di Seclin e i comuni di:
- Houplin-Ancoisne
- Lesquin
- Noyelles-lès-Seclin
- Templemars
- Vendeville
- Wattignies